# Fushanosaurus
Fushanosaurus (лат.) — монотипический род растительноядных динозавров-завропод, занимающий базальную позицию в кладе Titanosauriformes, в свою очередь рассматриваемой внутри более широкой клады Macronaria. В род включается единственный вид — Fushanosaurus qitaiensis. Ископаемые остатки Fushanosaurus были обнаружены в отложениях формации Шишугоу, датируемых верхнеюрским отделом, в Синьцзян-Уйгурском автономном районе (Китай).

## Открытие
Голотип FH00010, представленный полной правой бедренной костью, был обнаружен в формации Шишугоу. В 2019 году под руководством Вана Сюя-Ри палеонтологи У Вэнь-Хао, Ли Тао, Цзи Цян, Ли-Инь Сянь и Гуо Чжи Фан описали род Fushanosaurus и единственный вид Fushanosaurus qitaiensis в научной статье на китайском языке, опубликованной в журнале Global Geology.

## Описание
Длина в высоту бедренной кости голотипа составляет 4,57 метра. Вполне очевидно, Fushanosaurus обладал длинными шеей и хвостом, маленькой в сравнении с телом головой и четырьмя столбообразными конечностями, поскольку все эти особенности являются характерными для всех завропод.
Используя данные о размере бедренных костей родственных видов Huanghetitan ruyangensis и Daxiatitan binglingi, удалось сделать приблизительную оценку размера Fushanosaurus, согласно которой его длина составляла около 30 метров, что сделало его одним из наиболее длинных известных динозавров.
При изучении ископаемых остатков Fushanosaurus были обнаружены следующие аутапоморфии, то есть уникальные для рода и, в этом случае, его единственного вида, признаки:
- Угол между практически продольной линией самой боковой выпуклой кромки и дорсальной растяжкой головки бедра составляет около 127°
- Четвертичный трохантер хорошо развит и имеет форму бугра при виде сбоку
- Четвертичный трохантер расположен более проксимально над средней точкой стержня бедренной кости и близко к внутренней стороне
- Межмыщелочная ямка глубокая и U-образная; объединенные суставные поверхности дистальных мыщелков ортогональны к длинной оси стержня бедренной кости

## Палеоэкология
Ископаемые остатки Fushanosaurus были обнаружены в формации Шишугоу, где были обнаружены ископаемые остатки различных позвоночных, в том числе и других видов динозавров — завропод, теропод и птицетазовых. Оттуда также известны ископаемые остатки птерозавров и синапсид.
Все завроподы были облигатными травоядными. Хотя некоторые завроподы питались низменной растительностью, макронарии имели сильно ориентированные вверх шеи, при помощи которых они ощипывали листья с деревьев и других высоких растений.